# Nõrga nina
Nõrga nina är en udde på Dagö i västra Estland. Den ligger i Dagö kommun i landskapet Hiiumaa (Dagö), 150 km sydväst om huvudstaden Tallinn. Udden ligger på södra Dagö och på öns utsida mot Östersjön. Norrut ligger udden Haldi nina och söderut bukten Vanamõisa laht. Närmaste by är Vanamõisa, på vars utmarker Nõrga nina är belägen.
Terrängen inåt land är mycket platt. Havet är nära Nõrga nina åt sydväst. Runt Nõrga nina är det mycket glesbefolkat, med 6 invånare per kvadratkilometer. Närmaste större samhälle är Käina, 19,9 km öster om Nõrga nina. I omgivningarna runt Nõrga nina växer i huvudsak blandskog.
Inlandsklimat råder i trakten. Årsmedeltemperaturen i trakten är 4 °C. Den varmaste månaden är juli, då medeltemperaturen är 18 °C, och den kallaste är december, med −6 °C.